# 가가에마우가구
가가에마우가구(Gaga'emauga)는 사모아의 행정구로 사바이섬 북동부에 위치한다. 행정 중심지는 살레아울라이며 면적은 223km2, 인구는 7,108명(2001년 기준)이다. 서쪽으로는 가가이포마우가구, 북동쪽으로는 파살렐레아가구와 접하며 우폴루섬에 있는 월경지 2개(파타메아 마을과 사말라에울루 마을)를 포함한다.